# 1904 v letectví
Tento článek obsahuje seznam událostí souvisejících s letectvím, které proběhly roku 1904.

## Události
- Bratři Wrightové patentovali svůj létající stroj v Německu a ve Francii

## První lety

### Květen
- 23. května – Wright Flyer II, první neúspěšný let

### Září
- 20. září – Wright Flyer II, první úspěšný let – pilotem byl Wilbur Wright